# Aérodrome de Futuna Pointe Vele
Ne doit pas être confondu avec Aérodrome de Futuna (Vanuatu).
L’aérodrome de Futuna Pointe Vele (code IATA : FUT • code OACI : NLWF) est un aérodrome français situé sur l'île de Futuna dans la collectivité d'outre-mer de Wallis-et-Futuna, Il se trouve dans le village de Vele au sein du royaume coutumier d'Alo. Il est composé d'une seule piste en herbe inaugurée en 1970, bitumée en 1987 et revêtue d'asphalte en 2008.  
L'unique liaison aérienne relie Futuna à Wallis (aéroport de Wallis-Hihifo). La ligne est exploitée par l'Union de transports aériens à partir de 1970, puis par Air Calédonie, puis confiée à Aircalin à partir de 1987, avec un puis deux avions Twin Otter, qui peuvent décoller et atterrir uniquement de jour et dans de bonnes conditions météo. Chaque vol transporte une douzaine de passagers maximum. La liaison aérienne est notamment empruntée par les élèves futuniens étudiant à Wallis, les pèlerins se rendant à Futuna au sanctuaire de Pierre Chanel, ainsi que par les Futuniens résidant en Nouvelle-Calédonie. Les évacuations sanitaires aériennes sont également nombreuses. Le prix des billets (fixé par l'Assemblée territoriale) ne permettant pas de couvrir les coûts d'exploitation, la ligne est déficitaire depuis son inauguration. En conséquence, une subvention d'équilibre est versée chaque année par l’État français et la collectivité à la compagnie aérienne.  
Le vent, les avaries techniques ou le manque de personnel entraînent régulièrement des annulations de vol, bloquant les passagers pendant plusieurs jours sur place. Des projets d'agrandissement de la piste, qui permettrait d'y faire atterrir un avion ATR 42, sont en discussion depuis la fin des années 2010, mais sont entravés par l'opposition des familles résidant aux abords de la piste.

## Histoire

### Contexte
Montagneuse et dépourvue de lagon, Futuna est une île très difficile d'accès. Seule l'anse de Sigave permet un accès aux navires par temps calme. Elle est donc historiquement isolée des autres îles et territoires voisins (Wallis, Tonga, Fidji). Après la conversion au catholicisme des habitants dans les années 1840, l'île est rattachée à Wallis dans le protectorat de Wallis-et-Futuna en 1888. Futuna est délaissée pendant la Seconde Guerre mondiale : alors que Wallis est investie par l'armée américaine, qui y construit de nombreuses infrastructures (notamment le futur aéroport de Wallis-Hihifo), Futuna reste à l'écart. Une importante émigration de travail vers la Nouvelle-Calédonie se renforce à partir des années 1950.
En 1961, Wallis-et-Futuna devient un territoire d'outre-mer français. Les services publics et les infrastructures se développent, et les premiers fonctionnaires métropolitains arrivent à Futuna. Pour Claire Moyse-Faurie et Frédéric Angleviel, c'est leur présence qui entraîne la mise en place d'une desserte aérienne. Jusque-là, le ravitaillement de Futuna par avion s'effectue en larguant un sac de courrier et de vivres sur le plateau de Mauga, descendus à dos d'homme.
Une liaison maritime existe dans les années 1970, assurée par la Compagnie Wallisienne de Navigation, entre Nouméa, Fidji, Wallis et Futuna. Un cargo transporte à la fois des passagers, des marchandises, des hydrocarbures et quelques produits exportés. Toutefois, la fréquence est faible (une fois par mois) et le nombre de places est insuffisant lors des grandes fêtes coutumières ou pèlerinages qui voient se déplacer de nombreux Futuniens et Wallisiens.

### Années 1970-1980
La piste d'atterrissage est créée vers 1968 dans le village de Vele, dans le royaume coutumier d'Alo, seul endroit pouvant accueillir un aérodrome sur cette l'île très montagneuse. La piste, en herbe, est officiellement inaugurée le 23 août 1970. Elle mesure alors 1 000 × 50 m. La liaison aérienne entre Futuna et Wallis est subventionnée par l’État français.  
La construction de la piste entraîne la disparition d'un site archéologique où des poteries sont trouvées par Bruce Biggs en 1974.  

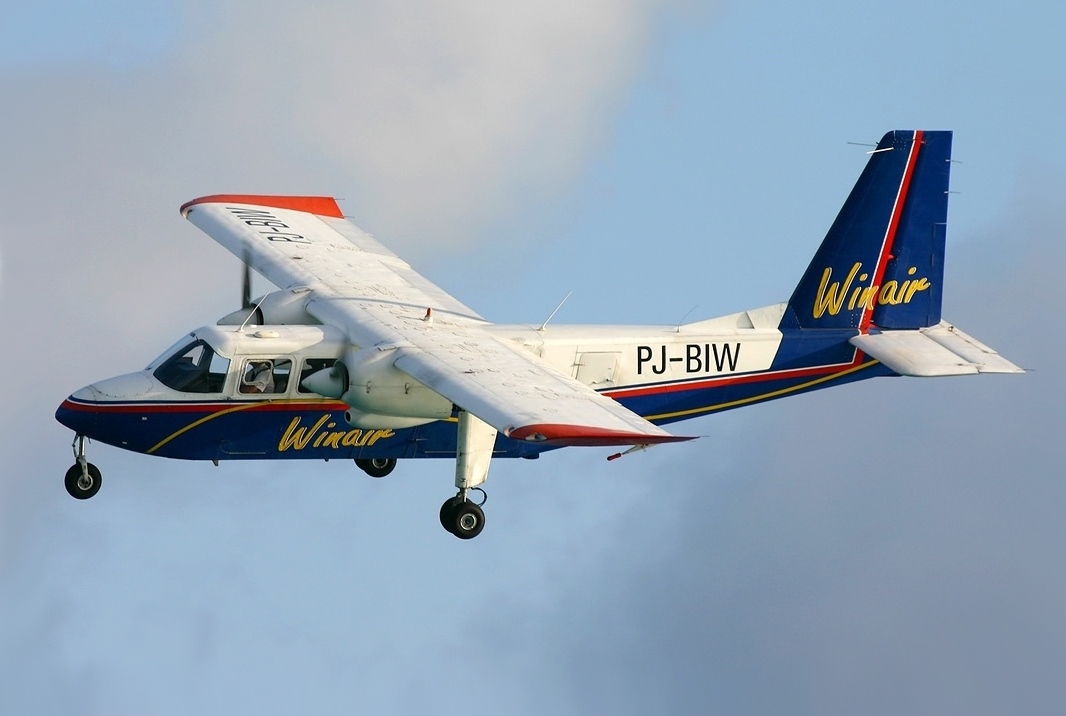
De la création de l'aérodrome jusqu'en 1986, un Britten-Norman Islander (image d'illustration) est utilisé pour relier Futuna à Wallis.

À partir de 1969 ou de mai 1974 selon les sources, la liaison avec Wallis est assurée par un appareil Britten-Norman islander (BN-2 huit places) par l'Union de transports aériens, à raison de trois rotations par semaine. En 1983, Air Calédonie exploite la ligne, qui est empruntée par 1 965 passagers. Dans les années 1980, la fréquentation avoisine 2 000 passagers par an. C'est trois fois plus que le nombre de passagers par voie maritime.  
En 1984, Jean-François Dupon juge que « le trafic [entre Wallis et Futuna] reste limité par le coût élevé du voyage et l'adaptation médiocre de l'appareil utilisé ».
Un Twin Otter, le Ville de Paris, est cédé par la France à la collectivité de Wallis-et-Futuna en 1986 pour la desserte de et vers Futuna, à la suite de la visite de Jacques Chirac, alors maire de Paris, sur le territoire. En 1987, la piste de l'aérodrome est bitumée. La même année, la compagnie Air Calédonie International (Aircalin) est chargée de l'exploitation de la ligne vers Wallis. En 1997, la desserte maritime prenant fin, l'aérodrome de Futuna devient l'unique point d'entrée et de départ pour les passagers.

### Années 2000

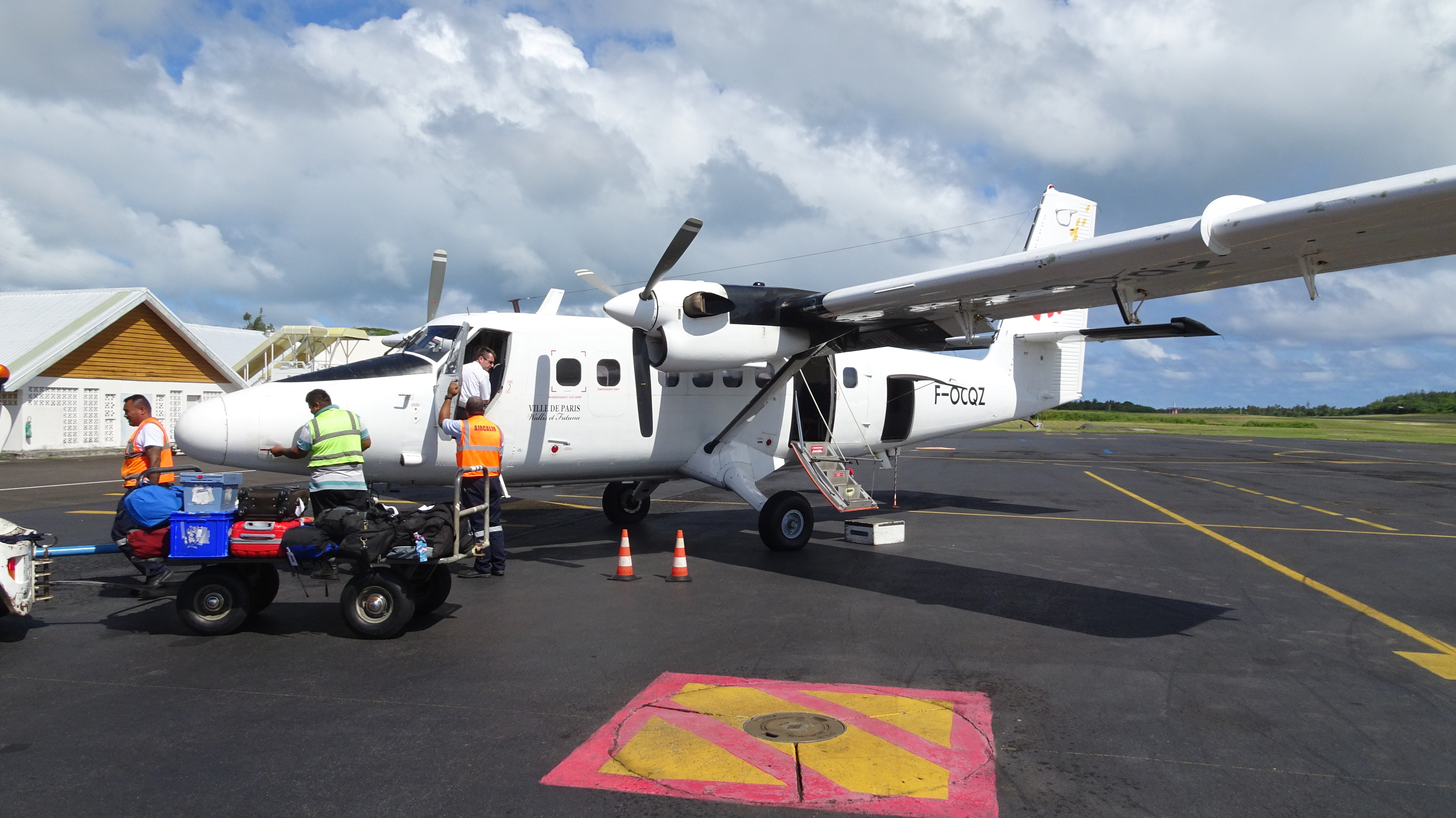
Le DHC-6 Twin Otter "Ville de Paris" à l'aéroport de Wallis-Hihifo en 2017.

En 2000, la piste en herbe est balisée. En 2002, les liaisons aériennes passent de cinq aller-retours par semaine entre Wallis et Futuna à huit aller-retours, sans compter les évacuations sanitaires.

Le Service d’État de l’Aviation Civile (SEAC) de Wallis-et-Futuna est créé en juillet 2006 et gère les aérodromes du territoire ; jusqu'à cette date, c'est le SEAC de Nouvelle-Calédonie qui s'en charge.

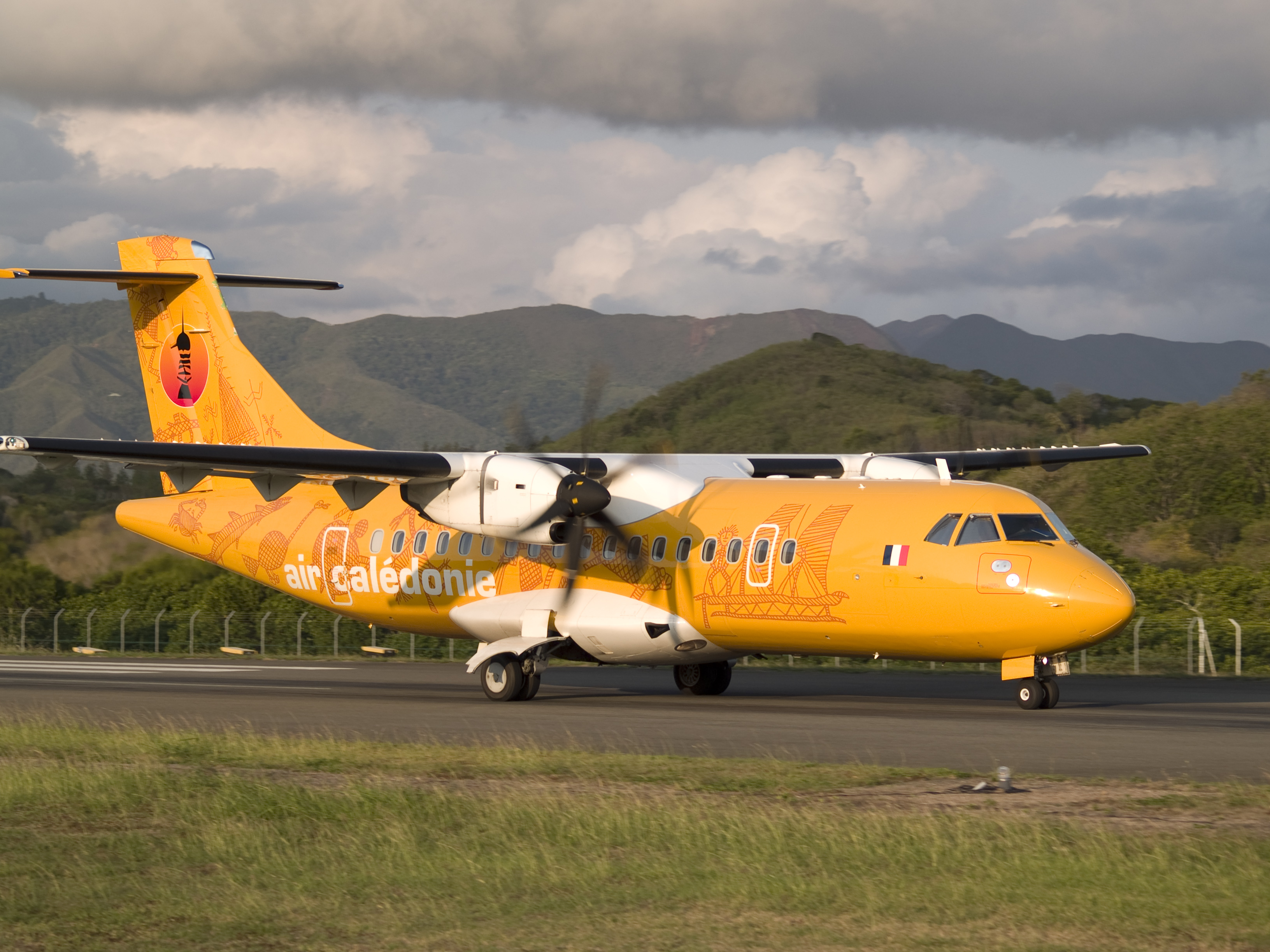
L'ATR 42-500 F-OIPI de la compagnie Air Calédonie à l'aéroport de Magenta. Un projet d'agrandissement de la piste de l'aérodrome de Futuna pour y faire atterrir ce type d'appareil est en discussion depuis les années 2010.

 D'importants travaux ont lieu en 2008 : la piste est allongée à 1 100 × 30 m et dotée d'un revêtement. La salle d’attente est également rénovée. L'objectif est de permettre à des avions plus grands, les ATR 42, d'y atterrir. Un tel appareil pourrait transporter jusqu'à quarante passagers entre Wallis et Futuna. Les riverains vivant à proximité sont en partie relogés à l'occasion des travaux, même si plusieurs familles habitent encore à une trentaine de mètres de la piste. En conséquence, la piste n'est pas homologuée et les Twin Otter restent de mise. La relocalisation des quelques familles vivant aux abords de la piste est de nouveau étudiée dix ans plus tard. Cette solution est rejetée par les riverains en 2017, 2020 puis en 2021, suscitant la désapprobation de la population futunienne. Le droit coutumier en vigueur à Wallis-et-Futuna concernant le foncier exclut toute propriété privée, ce qui interdit l'expropriation ou le rachat des terres. Les habitants ne peuvent donc pas être expulsés de leurs habitations.
En 2008, un deuxième Twin Otter, le Manulele, est loué par Aircalin, afin d'assurer le service en cas de panne de l'autre appareil. Cette même année, une nouvelle règlementation rend obligatoire la présence à bord d'un canot de sauvetage, ce qui réduit le nombre de passagers pouvant embarquer dans l'avion.
Durant sa visite sur le territoire en 2016, le président de la République française François Hollande annonce l'ouverture d'une liaison aérienne directe entre Futuna et Fidji par Fiji Airways. Cette liaison n'est toujours pas assurée.
En 2018, après dix ans de service, un des anciens Twin Otter opérés par Aircalin, le Manulele, est remplacé par un nouveau Twin Otter 400, le F-Ovea. En 2020, le Ville de Paris est envoyé en Suisse pour des travaux de rénovation et de modernisation financés par le territoire (2 500 000 €) ; il revient sur le territoire huit mois plus tard.
En raison de la pandémie de Covid-19 à Wallis-et-Futuna, l'administration supérieure décide de suspendre tous les vols au départ et à l'arrivée de Wallis le 20 mars 2020, et les vols intérieurs sont suspendus sauf motif impérieux. Un mois plus tard, alors que le coronavirus ne circule pas, le 17 avril, l'administration lève les principales restrictions, ce qui permet la reprise des vols inter-îles. L'aéroport de Futuna connaît une baisse de 11 % de sa fréquentation par rapport à 2019, ce qui est bien plus faible que pour la majorité des aéroports français. La baisse est cependant davantage marquée en 2021, avec 8 760 passagers, ce qui représente 67,6 % du trafic de 2019.

## Liaison Futuna-Wallis

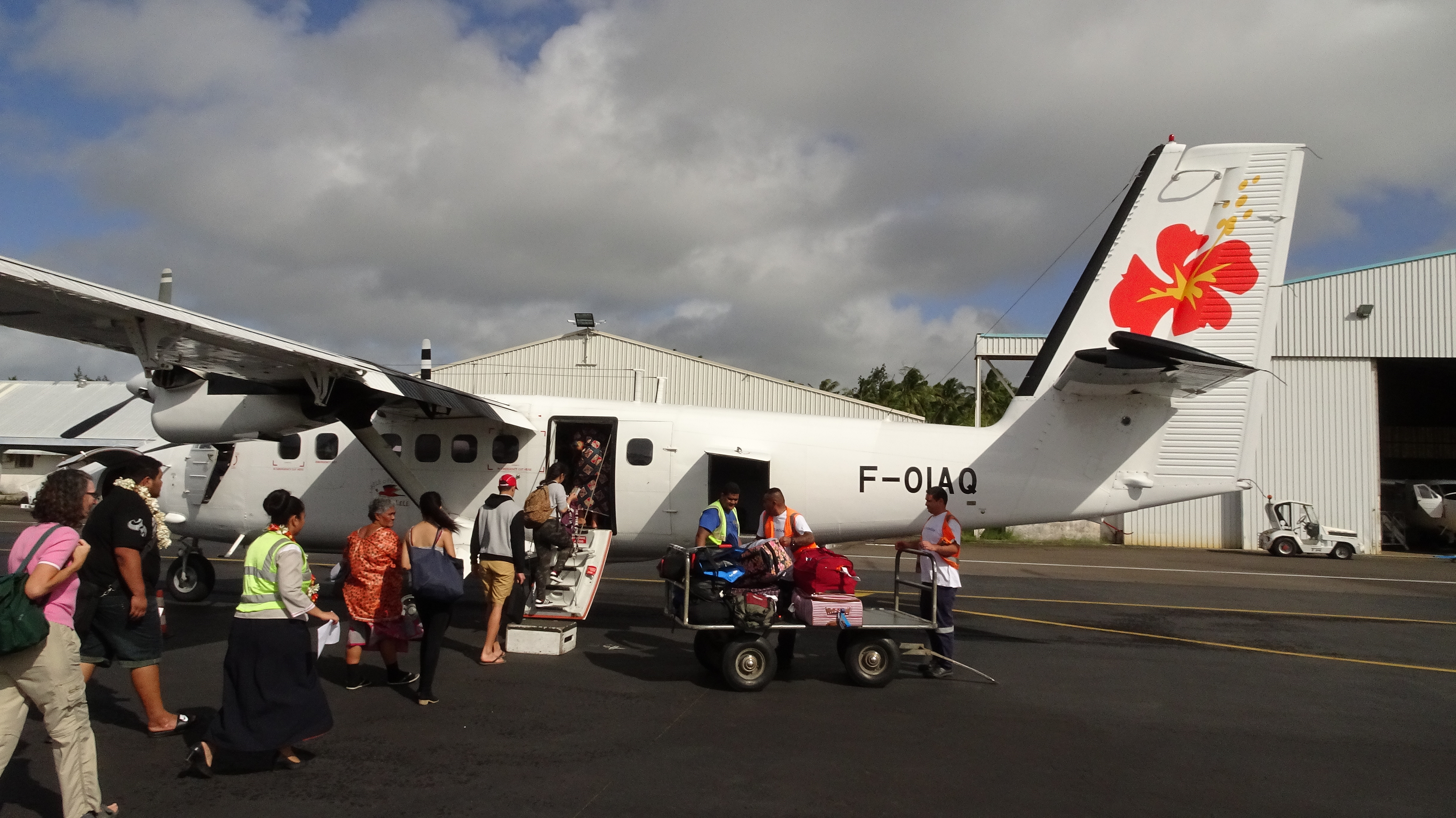
Embarquement de passagers pour Futuna à bord du Manulele à l'aéroport de Wallis Hihifo en juillet 2017.

L'aérodrome est sous la tutelle administrative et technique du service d’État de l'aviation civile à Wallis-et-Futuna  depuis 2006 ; il est exploité par le service territorial des travaux publics (STP).
| Compagnies                                   | Destinations  |
| -------------------------------------------- | ------------- |
| Aircalin                                     | Wallis-Hihifo |
| (1 à 2 vols quotidiens excepté le dimanche). |               |

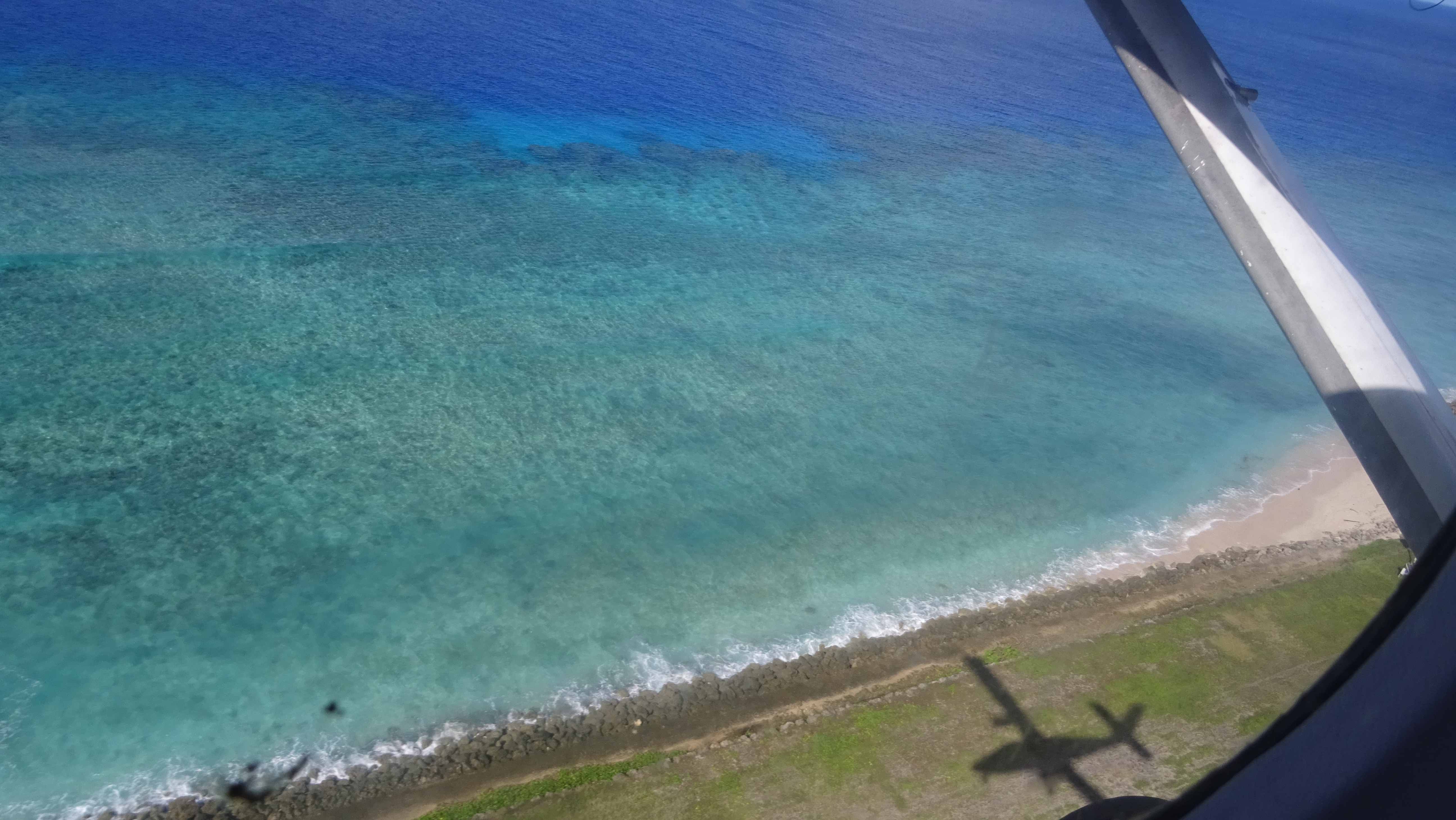
Décollage depuis l'aérodrome de Futuna en 2017.

L'unique liaison aérienne se fait vers l'île de Wallis (aéroport de Wallis-Hihifo), d'où partent les vols vers la Nouvelle-Calédonie (aéroport de Nouméa-La Tontouta). Elle est assurée par la compagnie Aircalin depuis 1987. Il s'agit de l'unique moyen de transport régulier entre Futuna et Wallis, la desserte maritime de passagers s'étant arrêtée en 1997. La ligne est empruntée par les élèves futuniens étudiant à Wallis (145 vols par an à la fin des années 2010), les pèlerins venant au sanctuaire de Pierre Chanel à Poi, les évacuations sanitaires ou les Futuniens résidant en Nouvelle-Calédonie. Le tourisme est très peu présent.
Les vols transportent les passagers, les évacuations sanitaires, le fret et le courrier. Ils sont réalisés par deux Havilland Canada DHC-6 Twin Otter 300, le Manulele (jusqu'en 2018) et le Ville de Paris. Chaque appareil a une capacité d'une douzaine de passagers, emportant chacun 10 kilos maximum de bagages. Parce que l'avion doit emporter ses réserves de carburant pour aller à Futuna, il peut embarquer seulement douze passagers à Wallis, mais quatorze en rentrant de Futuna. Afin de ne pas dépasser la capacité de charge opérationnelle de l'avion, les passagers sont pesés avec leurs bagages avant d'embarquer. Le fret représente une part très marginale du poids emporté (21 kilos par vol en 2006). Les évacuations sanitaires sont réalisées par Aircalin, mais aussi par Air Alizée et, ponctuellement, par des Casa CN-235 de l'armée française. 
En 2018, les deux avions utilisés ont 42 et 43 ans. En dépit du faible nombre d'heures de vol par jour (environ trois heures et demie), il est nécessaire d'avoir deux appareils, car ils « nécessitent beaucoup de maintenance et il est presque impossible d’affréter rapidement un Twin Otter dans la région » (les règles des autres territoires polynésiens voisins de Wallis-et-Futuna n'étant pas les mêmes que les règlementations européennes). Quand ils ne volent pas, les deux appareils sont abrités dans des hangars situés sur l'aéroport de Wallis-Hihifo.

## Trafic
- En 1978, l'aéroport a vu transiter 1 923 passagers[42]

- En 1983, l'aéroport a vu transiter 1 965 passagers[5].
- En 2001, l'aéroport a vu transiter 11 641 passagers[15]
- En 2002, l'aéroport a vu transiter 12 932 passagers[15]
- En 2003, l'aéroport a vu transiter 12 355 passagers[15]
- En 2004, l'aéroport a vu transiter 12 520 passagers[15]

- En 2009, l'aérodrome a vu transiter 13 281 passagers, 23,1 tonnes de fret et 11,3 tonnes d’envois postaux via 1 444 vols commerciaux[43].

- En 2010, le trafic était de 12 292 passagers, 26 tonnes de fret et 11 tonnes de poste via un total de 1 315 vols commerciaux, en diminution par rapport à l'année précédente[44].

- En 2017, le trafic est de 12 696 passagers, 32 tonnes de fret au total, pour 1 374 vols commerciaux, soit environ dix passagers par vol (compte tenu de la taille réduite de l'avion[45]).

Pour des raisons techniques, il est temporairement impossible d'afficher le graphique qui aurait dû être présenté ici.

Voir la requête brute et les sources sur Wikidata.

## Financement

### Subvention
L'aérodrome de Futuna Pointe Vele appartient au territoire (puis à la collectivité d'outre-mer à partir de 2003) de Wallis-et-Futuna. En 2019, le coût de fonctionnement de l'aérodrome s'élève à 160 000 € par an. 
Les vols ne sont pas suffisamment nombreux entre Futuna et Wallis pour assurer la rentabilité de la ligne : entre 1975 et 1983, le déficit budgétaire de la ligne est multiplié par trois, atteignant 130 000 US$. À cette époque, le coût d'un billet Futuna-Wallis est six fois plus élevé pour l'avion que pour le bateau, et l'économie futunienne, largement tournée vers l'agriculture vivrière, est faiblement monétarisée, ce qui rend les déplacements inter-îles peu accessibles pour la population.
La liaison aérienne entre Futuna et Wallis est financée chaque année par le territoire de Wallis-et-Futuna, qui reçoit une subvention de l’État français afin que le budget soit à l'équilibre. En 1984, l’État a ainsi versé 29 millions de francs Pacifique (XPF) pour la desserte aérienne et maritime. Depuis 1987, la compagnie Aircalin est chargée de cette liaison intérieure dans le cadre d'une convention qui prévoit que le territoire compense le déficit d'exploitation par une subvention. La convention prévoit que l'Assemblée territoriale fixe les tarifs et définisse le nombre de vols. Aircalin assure l'exploitation (avec le Twin Otter Ville de Paris mis à disposition par le territoire, ou avec un Twin Otter loué sur plusieurs années), et reçoit l'année suivante une subvention afin de combler le déficit. Depuis 2008, l'exploitation se fait sous la forme d'une délégation de service public signée entre la collectivité et Aircalin et renouvelée tous les cinq ans. La subvention d'équilibre est partagée entre la collectivité et l’État français.
| Année     | montant (francs Pacifique) |
| --------- | -------------------------- |
| 1995      | 90,4 millions              |
| 1996      | 99,7 millions              |
| 1997      | 93,7 millions              |
| 1998      | 88 millions                |
| 1999      | 97,4 millions              |
| 2000-2003 | inconnu                    |
| 2004      | 145,5 millions             |
| 2005      | 151,5 millions             |

Des travaux d'aménagement de l'aérodrome sont financés par la direction générale de l’aviation civile entre 2018 et 2020.

### Billets
Les tarifs aériens intérieurs sont déterminés par l'Assemblée territoriale. Entre 1990 et 2003, ils n'ont pas augmenté. En 2003, l'Assemblée territoriale décide de les augmenter pour réduire le déficit de la ligne. Un tarif spécial pour les résidents Wallis et Futuna est mis en place à 8 900 XPF et 11 900 XPF pour les non-résidents La liaison Wallis-Futuna est gratuite pour les passagers en transit vers ou depuis Nouméa. 
En 2013, les tarifs pour un aller simple s'établissent à 14 900 XPF pour les non-résidents, 10 900 XPF pour les résidents et 6 000 XPF pour les Futuniens en transit à Wallis depuis Nouméa.
Les tarifs pour les vols spéciaux sont beaucoup plus élevés : 100 000 XPF l’heure pour l’agence de santé (évacuations sanitaires), 150 000 XPF pour les associations sportives ou culturelles et 225 000 XPF pour les passagers privés.

## Difficultés rencontrées
L'aérodrome dispose d'une piste de 1 100 m revêtue d'asphalte et d'orientation 07/25. L'aéroport n'est pas équipé d'éclairage pour les atterrissages de nuit. Ces derniers nécessitent d'allumer des feux pour guider les avions, notamment pour les évacuations sanitaires qui sont nombreuses. Plusieurs maisons se situent à proximité de la piste, rendant impossible l’atterrissage d'avions plus grands que des Twin Otter. 
La piste se trouve à proximité de la mer ainsi que d'une falaise. Son approche est donc impossible en cas de mauvais temps : le décollage et l’atterrissage ne peuvent se faire que s'il y a moins de 10 nœuds de vent de travers et moins de 20 nœuds de vent dans les autres directions. Par conséquent, de nombreuses liaisons sont annulées à cause des conditions météorologiques (29 en 2016, 78 en 2018). Les annulations sont également fréquentes à cause de raisons techniques telles que la maintenance des appareils ou en raison du manque de pilotes. Les passagers sont alors bloqués à Wallis ou à Futuna pendant plusieurs jours. Pour l'année 2018, ce sont ainsi 138 rotations qui ont été annulées (21 % du total).
Lors des vacances scolaires, les nombreux étudiants futuniens (près de 200 élèves) scolarisés à Wallis rentrent chez eux. Étant donné la faible capacité des appareils, il faut généralement plusieurs jours pour transporter tous les élèves, parfois jusqu'à une semaine.
L'aérodrome de Vele, situé en bord de mer, se trouve dans une zone fortement à risque en cas de tsunami.